# Hejnal

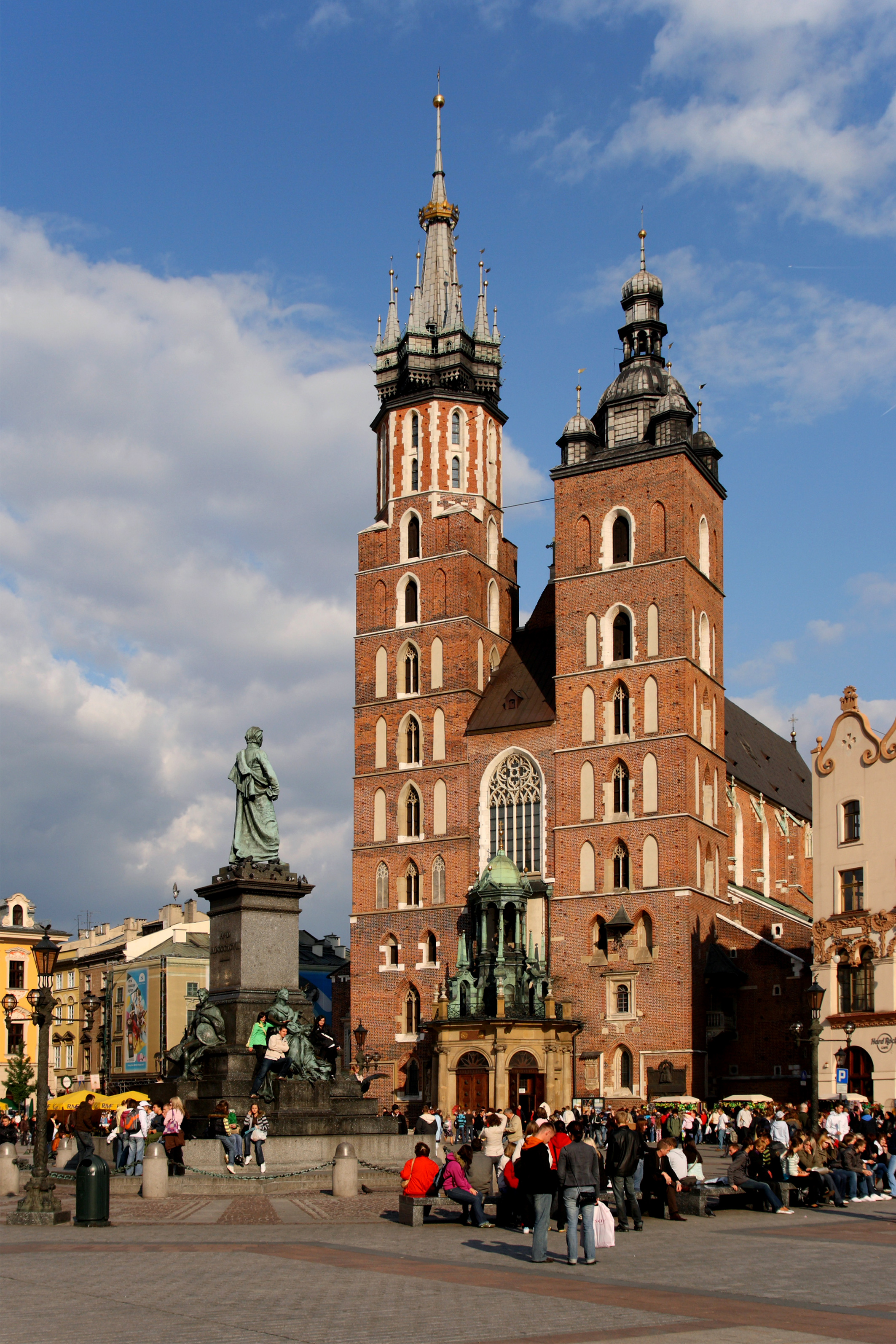
Mariánský kostel v Krakově

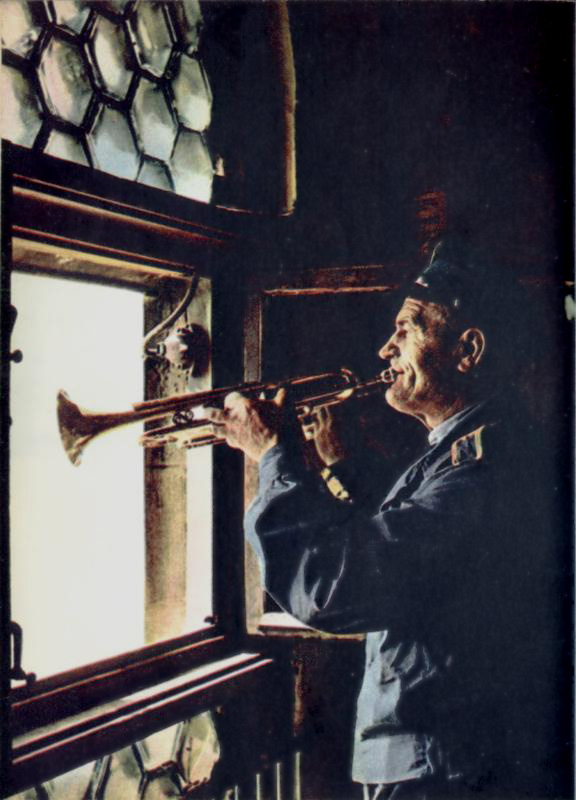
Hejnalista (trubač) na věži Mariánského kostela v Krakově

Hejnal (polsky Hejnał Mariacki) je melodie hraná trubačem každou celou hodinu do všech čtyř světových stran z Mariánské věže kostela Panny Marie v Krakově (Kościół Mariacki) i v řadě dalších polských měst. Krakovský hejnal je součástí městských tradic, jedním ze symbolů Krakova. Původně se hrálo  ráno a večer, později i v poledne.

## Přesný čas
Hejnal, který byl hrán v poledne od 13. února 1838, oznamoval přesně dvanáctou hodinu. Tím byl Krakov prvním polským městem, kde byl uváděn přesný čas. Této skutečnosti město vděčí prof. Maksymilianovi Weissovi, řediteli Hvězdárny Jagellonské univerzity v Krakově (Obserwatorium Astronomiczne Uniwersytetu Jagiellońskiego).
Čas z krakovské hvězdárny byl předáván pomocí rádia do celého Polska. Poslední časový signál z Krakova byl vysílán 1. dubna 1984. Protože vysílání bylo nákladné, byl signál dále vysílán z Varšavy. Ale stále je přímým přenosem přenášena melodie hejnalu z mariánské věže.

## Pověst
Samotná tradice mariánského hejnalu je stará asi 700 let a existuje o tom též legenda. Mariánský kostel má dvě věže, z té vyšší (přezývané hejnalica), která je zároveň nejvyšší věž v Krakově, před dávnými věky městská stráž dávala ráno trubkou znamení k otevření a večer k uzavření městských bran. Také troubila na poplach, když vypukl požár nebo se blížil nepřítel. Když jednou Tataři, kteří často napadali polské vesnice a městečka, dorazili až ke Krakovu, stráž začala hrát hejnal. Město stihlo zavřít městské brány, ale tatarský šíp prostřelil krk hejnalisty, než dokončil melodii. Na paměť této události se vždy melodie přerušuje.
Ne náhodou se hejnal hraje na všechny světové strany. Nejprve směrem k hradu Wawel, pro krále (jih). Potom k magistrátu pro starostu (západ). Třetí troubení je pro hosty směrem k Barbakanu (sever). Poslední pak byl dříve pro kupce, nyní pro velitele stráže, na Malý rynek. 
Melodie hejnalu doprovázela Poláky v důležitých historických událostech: například za svítání 18. května 1944 byl zahrán v italském klášteře Monte Cassino, který dobyli právě Poláci.
Pouze dvakrát v celé historii zazněla z věže jiná melodie, poprvé v poledne 3. dubna 2005, kdy strážní zahráli smuteční píseň Matčiny slzy na paměť zemřelého papeže Jana Pavla II. Podruhé ji hráli v poledne v den pohřbu téhož papeže.V roce 1961 požadovala komunistická cenzura na krátkou dobu změnit oficiální název polního volání z „Mariacki“ na „Krakow“.Hejnała za tisíc trumpet 11. června 2000 byl přesně na poledne na Hlavním náměstí v Krakově překonán rekord v Guinnessově knize. Téměř 2 000 hráčů na trumpetu troubilo. Každoroční mezinárodní setkání vojenských orchestrů, která se konala v Krakově, byla příležitostí k shromáždění tak velkého týmu. Britští, belgičtí a španělští vojáci hráli na polnice společně s polskými trumpetisty. Civilní trubači také hráli na trubky, nejstaršímu bylo 79 let a nejmladšímu bylo méně než osem let.Hráčem polnice, který hrál polnice volání svobody, byl Adolf Śmietana. Druhým hejnalistou byl Konstanty Nałęcz - hasič a trumpetista. Od roku 1930 pokračuje v tradici hry Heynal rodina Kołton. V roce 2004 odešel Jan Kołton do důchodu. Syn Jana Kołtona navazuje na tradici od roku 2005. 